# Scipio Agricola Herbig

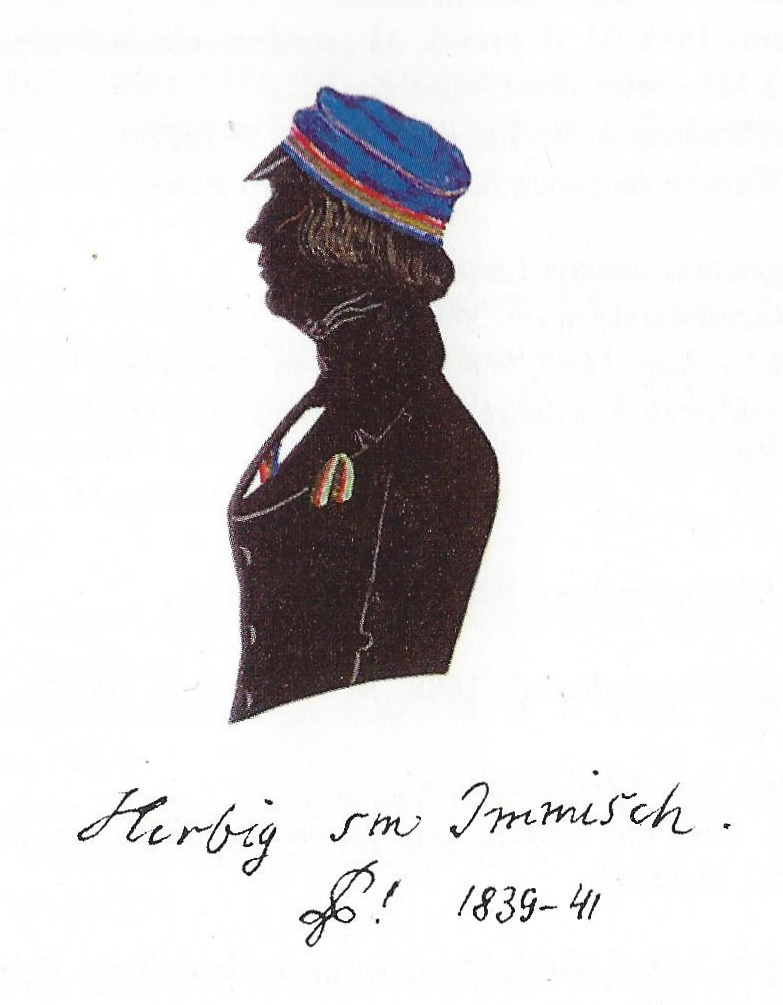
Herbig sm. Immisch

Scipio Agricola Herbig (* 24. Februar 1821 in Wanzleben; † 23. Mai 1891 in Dresden) war ein deutscher Jurist. Er saß im Konstituierenden Reichstag des Norddeutschen Bundes.

## Leben
Herbig besuchte die Nikolaischule in Leipzig. Nach dem Abitur studierte er von 1837 bis 1841 Rechtswissenschaft an der Universität Leipzig mit einem Zwischensemester an der Ruprecht-Karls-Universität Heidelberg. Er wurde 1839 im Corps Lusatia Leipzig aktiv und war im Wintersemester 1840/41 Senior. Er focht elf Mensuren, darunter eine gegen den späteren Revolutionär Wilhelm Adolph von Trützschler.
Ab 1845 war er im Staatsdienst tätig. Zunächst Vizeaktuar in Zwickau, wurde er 1846 in das Kreisamt Schwarzenberg versetzt. Von 1856 bis 1864 war er Bezirksgerichtsdirektor in Annaberg, von da an Geh. Justizrat und zuletzt Ministerialdirektor im Justizministerium des Königreichs Sachsen in Dresden.
1867 war er Mitglied des Konstituierenden Reichstags des Norddeutschen Bundes für den Wahlkreis Königreich Sachsen 21 (Annaberg, Schwarzenberg) und das Altliberale Zentrum. Von 1885 bis 1890 gehörte er als von König Albert nach freier Wahl ernanntes Mitglied der Ersten Kammer des Sächsischen Landtags an.

## Ehrungen
- Albrechtsorden, Komturkreuz II. Klasse[7]